# Bárrio (Alcobaça)
Bárrio ist eine portugiesische Gemeinde im Kreis Alcobaça im Distrikt Leiria mit einer Fläche von 15,0 km² und 1411 Einwohnern (Stand 19. April 2021). Sie war bis 1933 Teil der Gemeinde Cela, die unter dem Namen Cela Nova eine der 13 Städte der Coutos de Alcobaça, dem historischen Herrschaftsgebiet der Abtei von Alcobaça war. Bárrio ist die jüngste Gemeinde des Landkreises Alcobaças. Die Bevölkerung lebt im Wesentlichen von der Landwirtschaft und dem Fruchtanbau. Die Gemeinde liegt auf einem bis zu 100 Meter hohen Hügelzug, der in Richtung Westen zu einer Ebene abfällt, die sich nahezu auf Meereshöhe befindet und die ihrerseits wiederum durch einen die Küstenlinie bildenden weiteren Höhenzug abgegrenzt wird. Hier befand sich bis zum 17. Jahrhundert die Lagune von Pederneira.
Auf der Anhöhe von Bárrio, hoch über der seinerzeitigen Lagune, wurden in den 1980er Jahren die Reste einer römischen Villa aus dem 1. bis 4. Jahrhundert n. Chr. ausgegraben (Villa de Parreitas). Es wird angenommen, dass sich hier eine römische Ansiedlung, möglicherweise auch ein Kastell zur Überwachung der Lagune von Pederneira, befunden hatte. In Bárrio wurde 1981 ein Museum (Museo Monográfico do Bárrio) eröffnet, in dem die wichtigsten Funde ausgestellt sind. Über die Herkunft des Namens Bárrio – ob keltischen, römischen oder arabischen Ursprunges – besteht keine Klarheit.